# Веселка (река)
Веселка — река в России, протекает по Челябинской области. Устье реки находится в 490 км по правому берегу реки Ай. Длина реки составляет 14 км.

## Данные водного реестра
По данным государственного водного реестра России относится к Камскому бассейновому округу, водохозяйственный участок реки — Ай от истока и до устья, речной подбассейн реки — Белая. Речной бассейн реки — Кама.
Код объекта в государственном водном реестре — 10010201012111100021498.

## Название
Возможно, топоним происходит от диалектного весёлка — «место, освещаемое и согреваемое солнцем, возвышение, открытое место».